# Tony Giglio/Filmografie
Tony Giglio nennt die Filme, in denen der Drehbuchautor Tony Giglio mitgewirkt hat. Dabei werden alle Filme mit seinen Tätigkeiten aufgelistet.

## Filmografie
| Jahr | deutscher Titel                           | Originaltitel                                | Regisseur           | Genre                    | Tätigkeit                                   |
| ---- | ----------------------------------------- | -------------------------------------------- | ------------------- | ------------------------ | ------------------------------------------- |
| 1995 | Superman – Die Abenteuer von Lois & Clark | Lois & Clark: The New Adventures of Superman | Diverse             | Action                   | Schauspieler                                |
| 1995 | Heat                                      | Heat                                         | Michael Mann        | Thriller                 | Set-Produktionsassistenz – nicht im Abspann |
| 1995 | kein deutscher Titel                      | Kicking and Screaming                        | Noah Baumbach       | Komödie                  | Set-Produktionsassistenz, Schauspieler      |
| 1995 | Schneller als der Tod                     | The Quick and the Dead                       | Sam Raimi           | Western                  | Produktionsassistent                        |
| 1995 | The Way We Are                            | Quiet Days in Hollywood                      | Josef Rusnak        | Komödie                  | stellvertretender zweiter Regieassistent    |
| 1996 | Versprochen ist versprochen               | Jingle All the Way                           | Brian Levant        | Komödie                  | Set-Produktionsassistenz – nicht im Abspann |
| 1996 | Bullet Point                              | Mad Dog Time                                 | Larry Bishop        | Krimi                    | Produktionsassistent                        |
| 1996 | Bulletproof                               | Bulletproof                                  | Ernest R. Dickerson | Komödie                  | Set-Produktionsassistenz                    |
| 1996 | Flucht aus L.A.                           | John Carpenter’s Escape from L.A.            | John Carpenter      | Action                   | Produktionsassistent                        |
| 1996 | kein deutscher Titel                      | T2 3-D: Battle Across Time                   | James Cameron       | Science-Fiction-Kurzfilm | Set-Produktionsassistenz                    |
| 1996 | Das große Basketball-Kidnapping           | Celtic Pride                                 | Tom DeCerchio       | Komödie                  | Set-Produktionsassistenz                    |
| 1996 | Fear – Wenn Liebe Angst macht             | Fear                                         | James Foley         | Thriller                 | Produktionsassistent                        |
| 1997 | Der Dummschwätzer                         | Liar Liar                                    | Tom Shadyac         | Komödie                  | Produktionsassistent: Second Unit           |
| 1997 | kein deutscher Titel                      | Dante’s Peak                                 | Roger Donaldson     | Katastrophe              | Set-Produktionsassistenz – nicht im Abspann |
| 1997 | Anticipating Sarah                        | Anticipating Sarah                           | Seth Edelstein      | Drama-Kurzfilm           | Script Supervisor                           |
| 1999 | Soccer Dog – Ein Hund bleibt am Ball      | Soccer Dog: The Movie                        | Tony Giglio         | Komödie                  | Regisseur, Produzent                        |
| 2000 | Das Mercury Projekt                       | Rocket’s Red Glare                           | Chris Bremble       | Abenteuer                | 2nd Unit Regisseur, Koproduzent             |
| 2001 | kein deutscher Titel                      | Love, Sex & Murder                           | Tony Giglio         | Kurzfilm-Komödie         | Regisseur                                   |
| 2004 | Soccer Cup: Torschütze auf 4 Pfoten       | Soccer Dog: European Cup                     | Sandy Tung          | Komödie                  | Produzent                                   |
| 2004 | U-Boat                                    | In Enemy Hands                               | Tony Giglio         | Thriller                 | Regisseur, Drehbuch                         |
| 2005 | kein deutscher Titel                      | Chaos                                        | Tony Giglio         | Action                   | Regisseur, Drehbuch                         |
| 2007 | kein deutscher Titel                      | Timber Falls                                 | Tony Giglio         | Horror                   | Regisseur, Drehbuch                         |
| 2010 | kein deutscher Titel                      | Resident Evil: Afterlife                     | Paul W. S. Anderson | Horror                   | 2nd Unit Regisseur                          |
| 2010 | kein deutscher Titel                      | Death Race 2                                 | Roel Reiné          | Action                   | Drehbuch                                    |
| 2011 | kein deutscher Titel                      | Arena                                        | Jonah Loop          | Action                   | Drehbuch                                    |
| 2012 | Death Race: Inferno                       | Death Race 3: Inferno                        | Roel Reiné          | Action                   | Drehbuch                                    |
| 2013 | kein deutscher Titel                      | Extraction                                   | Tony Giglio         | Action                   | Regisseur, Produzent, Drehbuch              |
| 2016 | kein deutscher Titel                      | Johnny Frank Garrett’s Last Word             | Simon Rumley        | Horror                   | Story                                       |
| 2017 | kein deutscher Titel                      | The Saint                                    | Ernie Barbarash     | Fernseh-Actionfilm       | Drehbuch                                    |
| 2017 | kein deutscher Titel                      | S.W.A.T.: Under Siege                        | Tony Giglio         | Thriller                 | Regisseur                                   |